# Francisco Santos (beisbolista)
Francisco Alejandro Santos (nacido el 9 de marzo de 1974 en Santo Domingo) es un ex outfielder/infielder dominicano que jugó en las Grandes Ligas de Béisbol para los Gigantes de San Francisco en 2003.
Jugó su última temporada profesional en 2005 con los Newark Bears de la independiente Atlantic League of Professional Basebacll.

## Liga Dominicana
En la Liga Dominicana ha jugado desde la temporada 2001-02 para los Gigantes del Cibao. En 2006, Santos fue canjeado a las Estrellas Orientales por el infielder Erick Almonte.